# National Ignition Facility

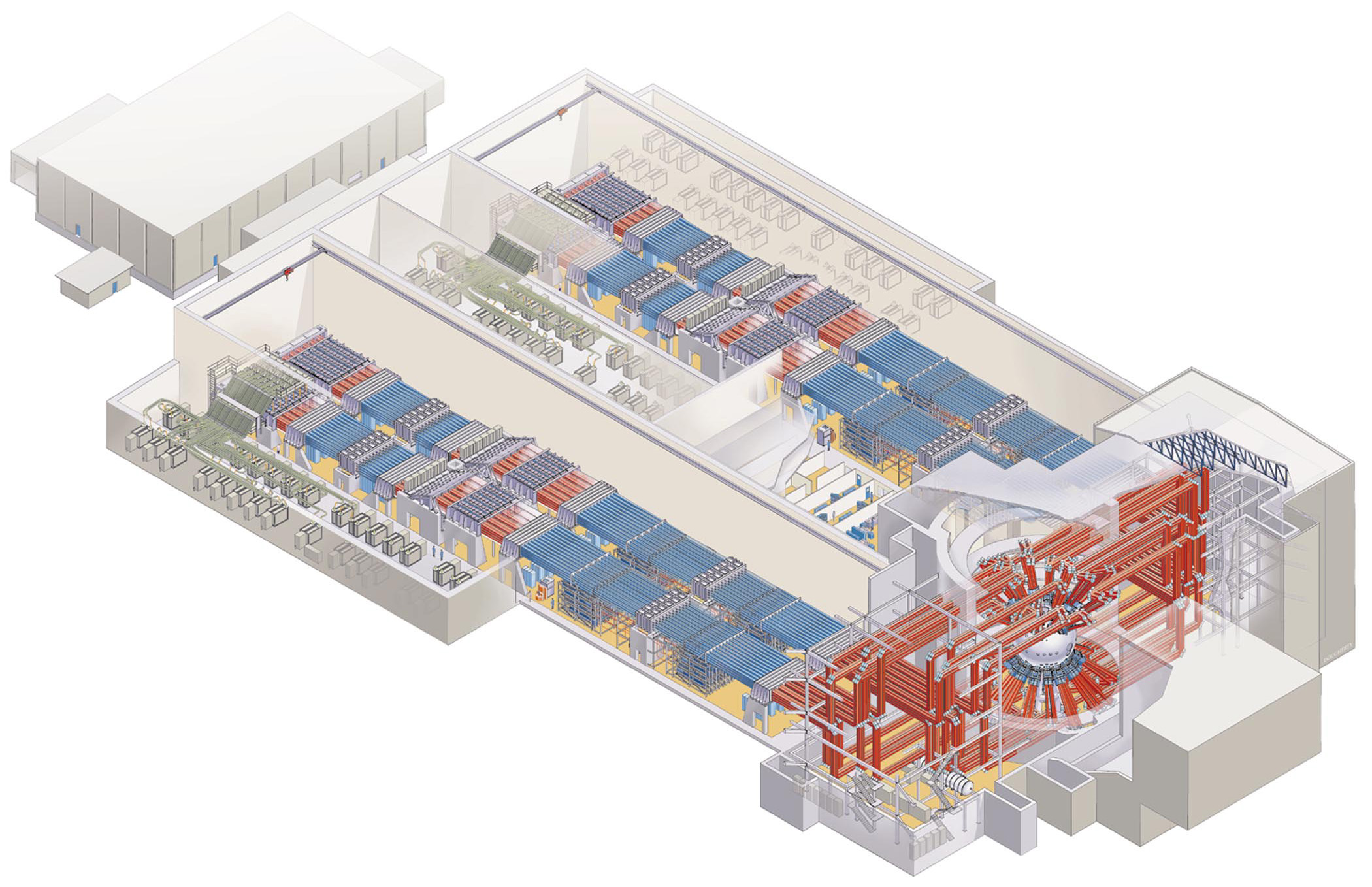
Схема здания лазерного комплекса

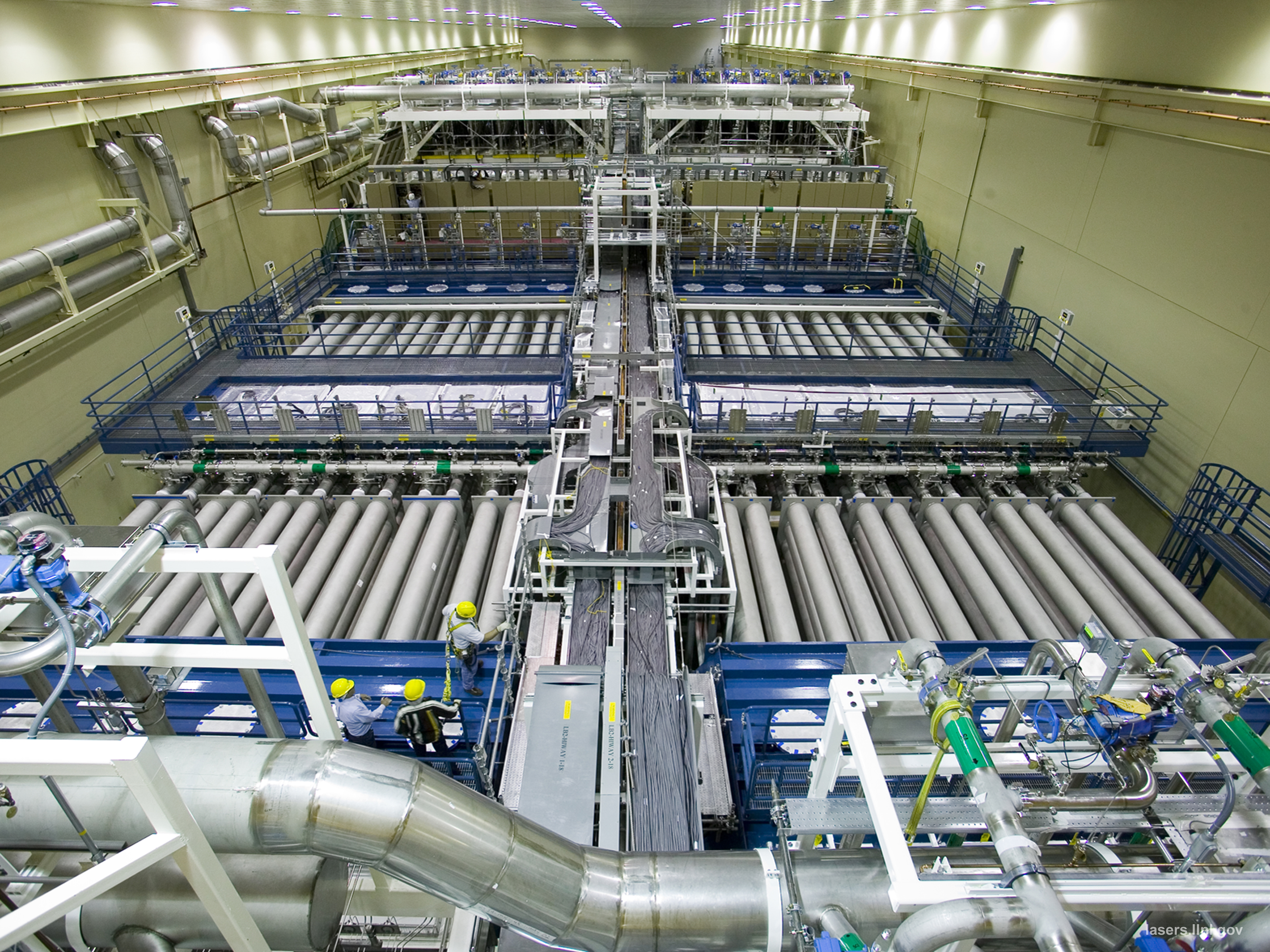
Один из лазерных ангаров комплекса

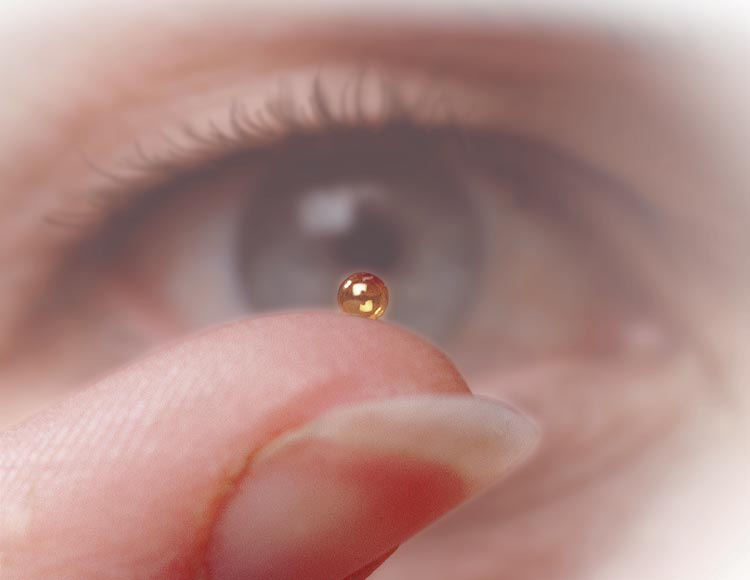
Капсула с D-T смесью
(мишень для лазеров)

National Ignition Facility, NIF  [англ.], Национальный комплекс лазерных термоядерных реакций США ; (национальная зажигательная лаборатория) - научный комплекс по исследованиям инерционного (резонансного)термоядерного синтеза, инициируемого лазерным излучением. 
Директор проекта NIF — физик Эдвард Мозес (Edward Moses).
Помимо изучения управляемого термоядерного синтеза - NIF также используется для проверки компьютерных моделей, поведение ядерного оружия, для Агентства ядерной безопасности США (National Nuclear Security Administration, NNSA) и в первое время существования установки это было её основное применение.

## Принцип действия и конструкция
При управляемом термоядерном синтезе с инерциальным конфайнментом (от англ. confinement — удержание) и непрямым лазерным обжатием — нагрев капсулы с термоядерным топливом производится настолько быстро, что благодаря инерции образовавшаяся в результате нагрева плазма не успевает разлететься (инерциальное удержание), атомы топлива не успевают рассеяться в окружающем пространстве и в реакторной капсуле на краткое время создаётся сочетание температуры и давления, необходимое для преодоления кулоновского отталкивания протонов (подобный принцип применён в термоядерной бомбах, где разогрев и обжатие дейтерида лития осуществляет инициирующий ядерный взрыв).
В NIF используется мишень-хольраум, внутри которой подвешена миниатюрная металлическая сфера, в которую залита охлаждённая до 15 К смесь дейтерия и трития. Импульс инфракрасного лазера определённой формы (временная характеристика импульса строго регламентируется) расщепляется на 192 луча, каждый лучик проходит четыре раза через свой лазерный усилитель, каждый из усиленных лучей попадает в свой узел преобразования частоты, где исходное инфракрасное излучение превращается в ультрафиолетовое. Ультрафиолетовые лучи направляются в систему фокусировки и через окна в мишени-хольрауме освещают её внутренние стенки, выбивают из них фотоны рентгеновского излучения, которые уже нагревают и обжимают сферу с термоядерным топливом. Точность фокусировки лучей ультрафиолета составляет 10 мкм. За 10 нс мишень нагревается до 3 млн градусов, внешние слои капсулы с топливом испаряются, отдача давит на внутренние слои капсулы, что на 2 наносекунды обеспечивает давление около 200 млрд атмосфер, мишень сжимается приблизительно в 30 раз до плотности 1–1,3 кг/см³ (в 100 раз большей, чем у свинца), и в центре мишени начинается реакция слияния ядер, которая длится несколько десятков пикосекунд.
Мощность импульса лазерной установки достигает 500 ТВт. На мишень попадает ультрафиолет с длиной волны 351 нм. Температура в центре мишени достигает 100 миллионов градусов. Дейтерий-тритиевая смесь в центре мишени сжимается до плотности около 1 кг/см3, давление эквивалентно 300 миллиардам атмосфер
В мишени протекает термоядерная реакция:
{\displaystyle {}_{1}^{2}{\mbox{H}}+{}_{1}^{3}{\mbox{H}}\rightarrow {}_{2}^{4}{\mbox{He}}+{}_{0}^{1}{\mbox{n}}+17,6{\mbox{ MeV}}.}
— ядро дейтерия и ядро трития сливаются с образованием ядра гелия (альфа-частицы) и нейтрона, выносящего большую энергию (17,6 МэВ).
Мощность этой термоядерной реакции, протекающей за пикосекунды цикла работы установки, сравнима с мощностью солнечного излучения, попадающего на Землю.

Схема реакции дейтерий-тритий
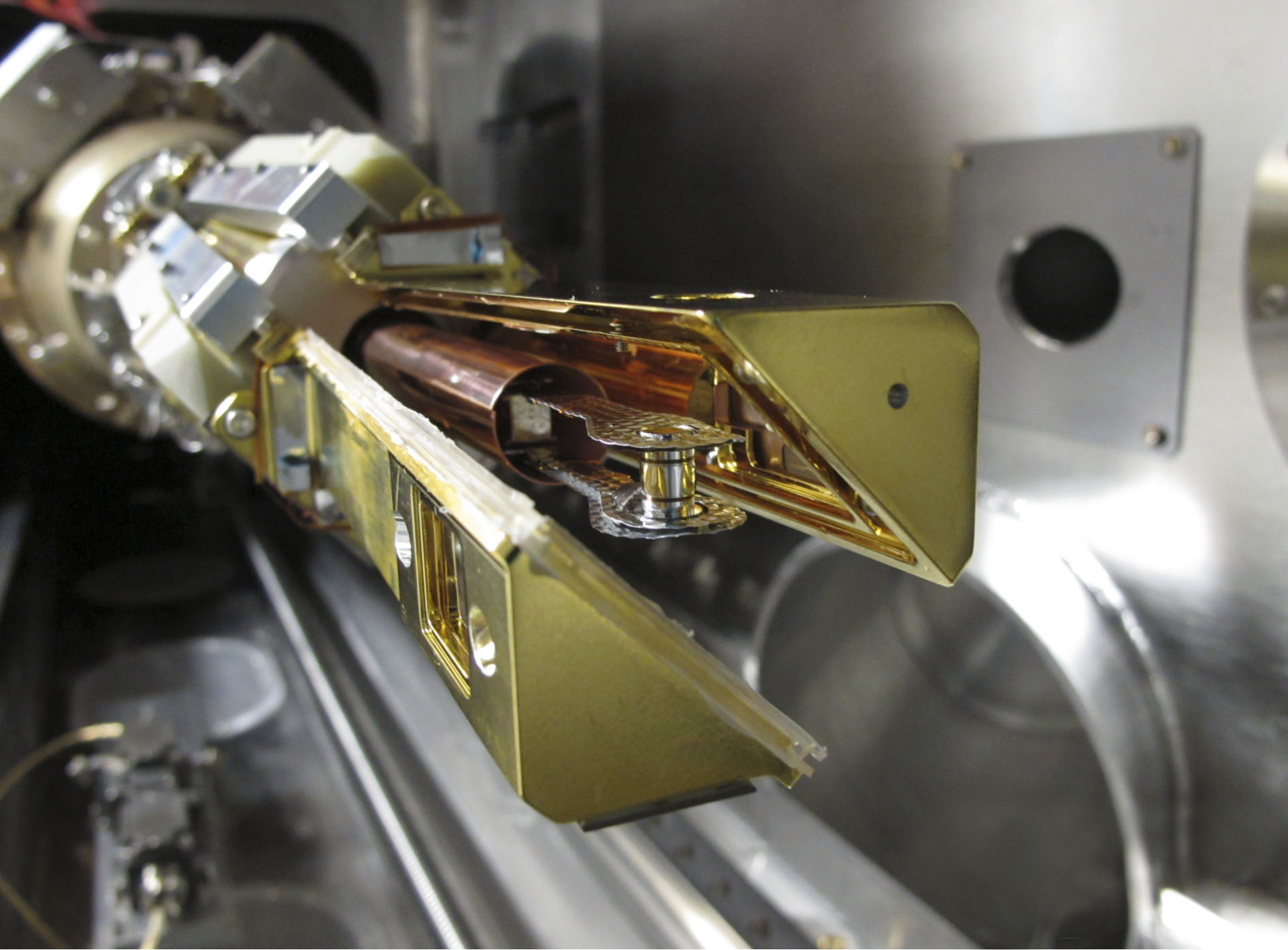
Сборка мишеней для эксперимента NIF
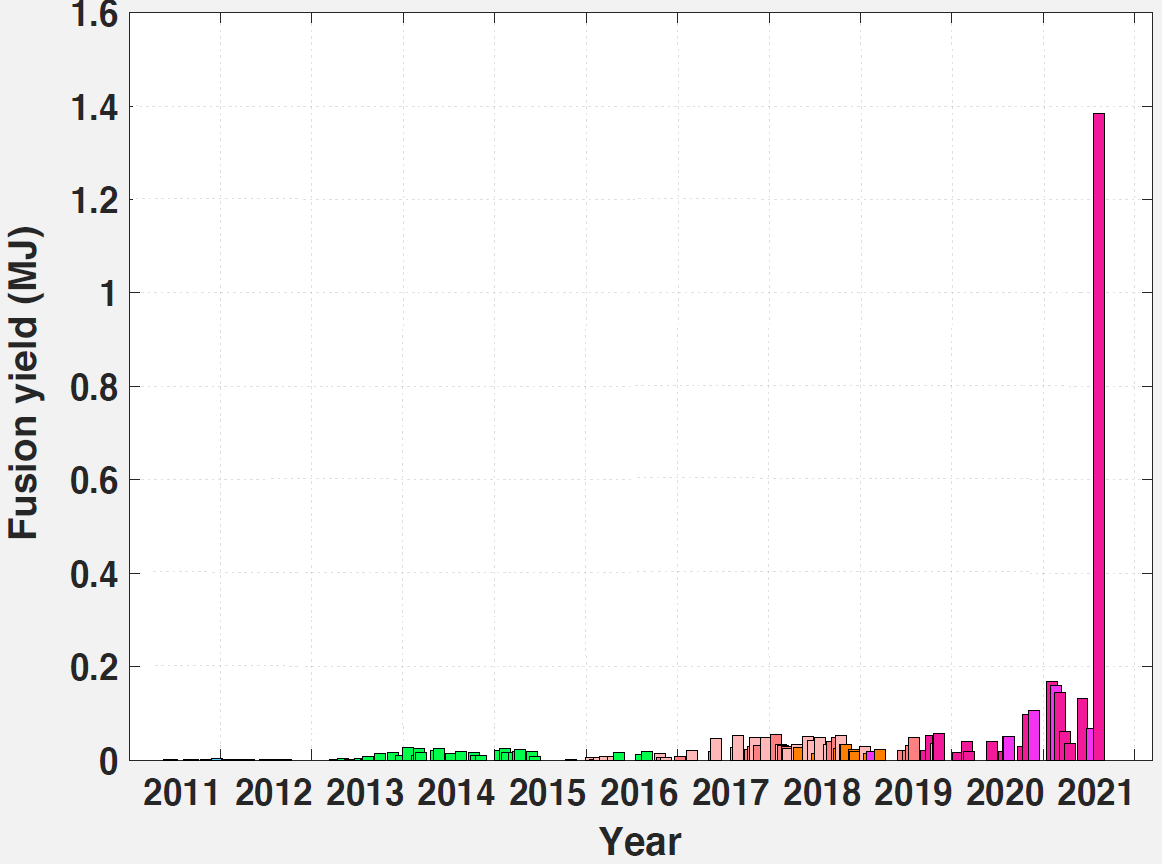
Энерговыделение термоядерной реакции за 2011–2021 годы

Затраты энергии на инициирование реакции составляют около 400 МДж, расходы энергии на вспомогательные нужды – ещё около 100 МДж, при этом достигнут выход энергии в экспериментах в 2021 году 3,05 МДж, Итоговый энергетический баланс NIF отрицательный, это не энергетическая, а исследовательская установка. Лазерная установка строилась по технологиям 90x годов и имеет КПД всего лишь 0,5 %. Лазерный импульс притерпевает очень не эффективные преобразования, ИК спектр преобразуется в УФ например. Более того, в её конструкции нет электрических генераторов, и полученное в ходе реакции тепло рассеивается с помощью градирен.
Теория
В 1957 году создатель термоядерной бомбы Эдвард Теллер обсуждал с коллегами вариант получения энергии при взрыве термоядерного устройства малой мощности в трёхсотметровой полости в толще гранита.
Лазерное обжатие термоядерной мишени придумал изобретатель лазера советский физик Николай Басов. В 1964 году он с коллегами опубликовал в Журнале экспериментальной и теоретической физики работу, в которой описал нагрев плазмы лазерным излучением, а в 1968 году — результаты эксперимента, в котором они наблюдали нейтроны при облучении дейтерида лития мощным лазером. Затем американский физик из Ливерморской национальной лаборатории Джон Накколс (англ. John Hopkin Nuckolls) опубликовал в 1972 году статью с эскизным описанием и установки для лазерного термоядерного синтеза и расчётом её коммерческой эффективности.
Накколс с соавторами описал преимущество лазерного обжатия перед механическим — по их расчётам выходило, что необходимую для зажигания термоядерной реакции плотность вещества можно достигнуть посредством равномерного облучения сферической мишени лазерами. Предел давления, достижимой химическим взрывом — 107 атм, а лазерное обжатие по их расчётам должно дать давление 108–1011 и более атмосфер.
Группа Накколса предложила установку, в которой лазерные импульсы, несущие огромную энергию сразу со всех сторон, должны были испарить внешние слои миллиметровой сферической мишени, которые при этом будут давить на вещество в её центре, и там получатся давление и температура, достаточные для запуска термоядерной реакции в смеси дейтерия и трития. Начавшаяся реакция при этом дожна была «поджечь» и остальное вещество мишени.
Теоретические разработки показали, что для обжатия газообразной мишени нужна энергия лазеров порядка 100 МДж, что было недостижимо на тот момент. поэтому исследователи придумали вариант твёрдой мишени из замороженной дейтерий-тритиевой смеси. Холодная мишень за счёт механической прочности и ударной волной сжатия в твёрдом теле должна была разогреть центр мишени, что требовало энергии облучения около 2–3 МДж.
В дальнейшем учёные предложли принцип непрямого обжатия — свет лазеров облучал контейнер, внутри которого располагается мишень. Под воздействием лазерного излучения внутренние стенки контейнера излучают рентгеновские фотоны, которые уже облучают мишень. Такой контейнер получил название хольраум (от нем. hohlraum — пустое пространство, полость — этот термин был использован Максом Планком для описания модели абсолютно чёрного тела). Преобразование лазерного излучения в рентгеновское достаточно эффективно — расчётный выход рентгеновских фотонов должен составлять 70–80 % энергии лазерного излучения.

## История
Строительство научного комплекса NIF началось в 1997 году, официальная закладка фундамента основного здания NIF состоялась 29 мая 1997 года.
На возведение всего комплекса ушло 12 лет и примерно 4 млрд долл.
31 марта 2009 года было объявлено об окончании строительства NIF. В этом же году был проведён первый пробный запуск.
К 30 сентября 2012 года, после проведения более чем тысячи экспериментов, проекту так и не удалось продемонстрировать термоядерную реакцию. Проект оказался на грани закрытия, вопрос о его дальнейшем финансировании был поставлен перед Конгрессом США.
В 2018 году, после серии технических улучшений, проекту удалось продемонстрировать термоядерную реакцию, выделившую 3,6 % от входной энергии лазера.
В эксперименте в августе 2021 года в термоядерной реакции выделилось 1,3 МДж, примерно 70 % от входной энергии лазеров накачки. Этого удалось достичь, заменив водород-дейтериевую мишень на алмазную, благодаря чему возросло поглощение вторичных рентгеновских лучей, создаваемых лазерным импульсом, что в свою очередь увеличило эффективность имплозии. Однако последующие попытки воспроизвести этот результат не были успешными. 
В октябре 2021 и позднее удалось достичь выхода в 400–700 КДж, в два и более раз меньше 1,3 МДж; эта энергия не достигает установленных учёными значений для порога зажигания самоподдерживающейся термоядерной реакции.
В эксперименте 5 декабря 2022 года учёные впервые в истории добились положительного выхода энергии в ходе реакции термоядерного синтеза — удалось получить около 3,15 мегаджоуля энергии, что превысило использованную в лазерах энергию — 2,05 мегаджоуля (энергии было получено даже больше, чем планировалось, что привело к повреждению диагностического оборудования и усложнило анализ результатов). Хотя при этом — для накачки системы лазеров потребовалась энергия, превышающая 400 мегаджоулей.
В экспериментах 2023 года  этот успех (превышением энерги выхода над затраченной) был повторён трижды (первый раз 30 июля, далее  в октябре и ноябре); был получен ещё лучший выход — 3,88 МДж при той же энергии входа.